# Crimée (metrostation)
Crimée er en station på linje 7 i metronettet i Paris, beliggende i 19. arrondissement. Stationen blev åbnet 5. november 1910.
Stationen har fået sit navn efter området, hvor Krimkrigen (1855-'56) primært blev udkæmpet, idet Crimée er det franske navn på Krim ved Sortehavskysten. I krigen deltog Tyrkiet, Storbritannien, Frankrig og Piemonte i kampene mod russiske tropper. Krigen sluttede med Freden i Paris i 1856.
I nærheden af stationen ligger blandt andet Canal de l'Ourcq, som ender i Bassin de la Villette (en kunstig indsø), og handelscentret avenue de Flandre.

## Trafikforbindelser
- RATP